# Schafberg (Pontresina)
Der Schafberg, rätoromanisch Munt da la Bês-cha (sprich behsch-tja), ist ein Berg nördlich von Pontresina im Engadin.
Der Aussichtspunkt liegt 2647 m ü. M. hoch. Oberhalb davon, auf dem zu den Gipfeln von Las Sours und Piz Muragl ansteigenden Rücken (Oberer Schafberg), steht die Segantinihütte (2731 m), in der 1899 der Maler Giovanni Segantini starb.
Zu erreichen ist der Schafberg in jeweils ca. einer bis anderthalb Stunden vor allem auf folgenden Wanderwegen:
- auf dem Wanderweg vom Aussichtsberg Muottas Muragl
- auf dem Steinbockweg von der Alp Languard aus.